# Black Zero (DC Comics)
Black Zero es un nombre compartido por dos supervillanos, dos organizaciones terroristas, un grupo de fuerzas especiales y un virus informático que han aparecido en varias series de cómics publicadas por DC Comics.

## Supervillano original de Black Zero

### Biografía ficticia
El Black Zero original apareció Pre-Crisis en Superman # 205 (1968), en una historia titulada "El hombre que destruyó a Krypton" escrita por Otto Binder con ilustraciones de Al Plastino. Este Black Zero le reveló a Superman que era un saboteador espacial que destruyó planetas. Había sido contratado para destruir Krypton, y descubrió que las tensiones internas que lo habrían destruido en cualquier caso estaban disminuyendo, lo que requería su participación para asegurarse de que explotara.
En la actualidad, Black Zero llegó a la Tierra, amenazando con destruirla como lo hizo con Krypton. Desesperado, Superman liberó a Jax-Ur, un prisionero de la Zona Fantasma, que deseaba vengar la destrucción de Krypton. Mientras lanzaba un misil devastadoramente poderoso hacia la Tierra, Black Zero atacó a Jax-Ur con una bala de Kryptonita roja, haciendo que su cuerpo mutara salvajemente en varias formas parecidas a serpientes. Esto resultó ser la ruina de Black Zero; Mientras Superman salvó a la Tierra del misil, Jax-Ur se transformó en una forma parecida a una Medusa, convirtiendo a Black Zero en piedra con su mirada. El cuerpo de Black Zero fue luego destrozado por Jax-Ur, en recompensa por lo que le había hecho a Krypton.
Esta historia sugiere que, si no fuera por algo que ninguno de ellos sabía, Jor-El se habría equivocado y el Consejo de Ciencias tenía razón. E. Nelson Bridwell planteó la hipótesis de que lo que Black Zero había notado eran los intentos del Green Lantern Tomar-Re de prevenir la destrucción (como se ve en Superman # 257 (1972)), lo que significa que los dos conjuntos de interferencias se cancelaron entre sí, y Jor-Él tenía razón después de todo.

### Poder y habilidades
Black Zero tenía la capacidad de crear "psicomoléculas" con su mente, que luego podía moldear en cualquier forma de materia que eligiera. Su cerebro había sido revestido con una capa de plástico, evitando que lo hipnotizaran. Podía hacer su cuerpo intangible, permitiéndole atravesar objetos sólidos. Era un ingeniero experto, capaz de crear armas y dispositivos que podían destruir planetas enteros. También era experto en el arte del disfraz.

## Organizaciones Black Zero
La primera versión post-Crisis de Black Zero apareció en la miniserie World of Krypton de 1988 escrita por John Byrne e ilustrada por Mike Mignola. Aunque más tarde se describió como un "movimiento de liberación de clones" en Superboy (vol. 4) # 61, Black Zero fue descrito como una organización "terrorista" que fue en última instancia responsable de la destrucción de Krypton. Durante la Tercera Edad de Krypton, los kryptonianos extendieron sus vidas manteniendo clones en animación suspendida (los Clone Banks), que luego recolectaron para partes del cuerpo. Los problemas en la sociedad kryptoniana con respecto a este tema surgieron después de que una ciudadana prominente llamada Nyra sacara a uno de sus clones de la estasis para casar al clon con su propio hijo. El hijo enfurecido después de matar a su prometido clon, se enfrentó públicamente a su madre y también la mató, pero se le impidió a la fuerza suicidarse. Después de que surgió un conocimiento público generalizado sobre el hecho de que un clon había sido capaz de alcanzar la plena sensibilidad como ser vivo, comenzó una nueva guerra kryptoniana. Destacada en esta guerra fue la organización Black Zero, que actuó contra esta "esclavitud genética"; esto comenzó la Guerra de los Derechos Clon, que duró mil años. En su acto final, Black Zero detonó un dispositivo que luego se conocería como el Destructor. En esencia, este dispositivo funcionaba como una pistola nuclear gigante, que disparaba una ráfaga concentrada y sostenida de energía nuclear directamente en el núcleo de Krypton. Aunque posteriormente fue destruido por Van-L, un antepasado del mismo Jor-El, el efecto del Destructor más tarde se realizaría por completo; provoca una reacción en cadena en las profundidades de Krypton que, miles de años después, arrasaría con el planeta.
Un segundo grupo de Black Zero apareció en la novela gráfica de 2005, Superman: Infinite City.
Más recientemente, el nombre "Black Zero" fue utilizado por una fuerza militar de élite kryptoniana, bajo el mando de Ursa. Esta unidad incluía a los padres de Thara Ak-Var. La unidad, a excepción de Ursa, murió intentando defender a Kandor de Brainiac.

## El virus informático "Black Zero II"
El virus Black Zero apareció en Superman Plus / Legion of Super-Heroes # 1, un Superman one-shot de 1997 que formaba equipo con la Legión de Super-Héroes. Un virus informático inteligente creado por el grupo terrorista, Black Zero II, estaba inactivo en la tecnología kryptoniana utilizada para crear la Fortaleza de la Soledad. Después de ser activado inadvertidamente por Aparición, Black Zero II dirigió a Superman y la Legión a través de una versión deformada de la historia de Krypton, con la intención de terminar con la destrucción de la Tierra. Se detuvo cuando Brainiac 5 inadvertidamente provocó un corte de energía y posteriormente eliminó el virus de las computadoras de la Fortaleza.

## Black Zero (Superboy)
El segundo Black Zero es un personaje ficticio, un supervillano del universo de DC Comics. El personaje apareció por primera vez en Superboy Vol. 4 # 61 como parte de la historia "Hipertensión" y fue creado por Karl Kesel y Tom Grummett.

### Biografía ficticia
Black Zero era una versión alternativa de Superboy de una realidad en la que Superman nunca regresó de entre los muertos después de su batalla con Doomsday. Esta realidad reflejó la continuidad principal con Paul Westfield, el director ejecutivo del Proyecto Cadmus, usando en secreto su propio material celular para que su equipo de científicos creara de inmediato un clon humano que sería diseñado genéticamente para parecerse a Superman con poderes derivados de un campo telequinético. En lugar de que los clones de Newsboy Legion lo liberaran prematuramente, el clon pasó por el proceso de maduración artificial completo para igualar la edad del original y se convirtió en el nuevo Superman. Sin embargo, creía que era percibido como un usurpador y resentido por la gente por no ser el Superman original. Después de una batalla con las versiones de Brainiac, Maxima y Metallo de su realidad que llevaron a la muerte de Supergirl, Brainiac y 318 civiles, comenzó una reacción pública contra el nuevo Superman y otros clones que la gente apodó "genetix"; esto llevó al Congreso a exigir el cierre del Proyecto Cadmus con El Guardián y los directores originales del Proyecto Cadmus sin Westfield abandonando el proyecto.
Después de que el Guardián fuera asesinado por una mafia anti-genetix, el nuevo Superman se retiró a la Fortaleza de la Soledad del Superman original y buscó la guía de la historia de Krypton. Cuando se enteró del movimiento de liberación del clon Black Zero de Krypton, descartó el nombre de Superman y tomó Black Zero como su nuevo nombre. Decidió defender genetix en todas partes y detener el lobby anti-clon por cualquier medio necesario. Al convertir el Proyecto Cadmus en la Fortaleza Cadmus y crear un ejército de clones de Guardianes conocidos como Stormguards sin recuerdos previos del Guardián original, Black Zero comenzó una guerra en la que la mayoría de los héroes de su Tierra fueron destruidos y clonados como soldados de Cadmus con cambios extremos por su parte el genetista jefe Dabney Donovan.
Después de conquistar su Tierra, Black Zero se dio cuenta de la existencia de otras realidades cuando se encontró con los Challengers of the Unknown, que llegaron a su mundo natal desde una puerta dimensional. Metrón de los Nuevos Dioses, que apareció poco después de los Challengers, llegó a un acuerdo con Black Zero y le ofreció la oportunidad de ingresar a Hipertiempo mediante la construcción de un reactor propulsado por el elemento Hyperium. Black Zero "rescató" otros mundos en los que sentía que genetix estaba siendo oprimido y dejó a la versión conquistada de Paul Westfield a cargo del genetix en ese mundo. Los Challengers intentaron detenerlo lanzando incursiones de comandos contra Black Zero y sus fuerzas y llevándose de contrabando a cualquier mundo que siguiera en su cruzada. Para el desconcierto de Black Zero, los Superboys de estos mundos a menudo se oponían a él, lo que lo llevaba a almacenarlos en cámaras de estasis similares a los bancos de clones de Krypton. Un Superboy de otra realidad que Black Zero intentó conquistar escapó con un Hyperjacket robado de la Fortaleza Cadmus, pero fue disparado con un láser por Paul Westfield de su realidad que resultó en quemaduras fatales. Advirtió a la Liga de la Justicia de la continuidad principal de Black Zero antes de morir. Al enterarse de que el fallecido Superboy era una coincidencia genética y usar el Hyperjacket reparado por el Gadget Guru of the Hairies, el Superboy de la continuidad principal viajó a otros mundos donde se enteró de Black Zero y finalmente aterrizó en una Tierra en la que Superboy era Kal-El.
Después de que Superboy estaba en posesión de la hiperchaqueta, Black Zero lo siguió a cada mundo que visitó, capturando todas las versiones de Superboy que encontró Kon-El. Cuando llegó al mundo de Kal-El Superboy, capturó a Krypto y emboscó a Kon-El y Kal-El usando sus fuerzas de Stormguard y sus propios poderes. Al enterarse de que Superboy no era el Superboy que robó la hiperchaqueta, Black Zero lo envió a la Fortaleza Cadmus y reveló su verdadera identidad y le contó su historia a Superboy a través de este último en una silla mnemotécnica que mostraba partes de la vida de Black Zero en realidad virtual. Reveló sus planes para hacerse cargo de la realidad de Superboy, que usó un supuesto sentimiento anti-clon como justificación, y para usar uno de los Doomsdays que recopiló de realidades alternativas contra Superman. Después de revelar su plan, una versión reformada de Knockout del mundo del fallecido Superboy atacó con los Challengers of The Unknown, haciéndose pasar por Stormguards, y fue tras su reality Paul Westfield. Westfield saltó al reactor Hyperium y, sin saberlo, borró a todos los Paul Westfield existentes, así como a él mismo. Enojado por la pérdida de Westfield, a quien consideraba una figura paterna, Black Zero envió a Superboy, Knockout y los Challengers a la cámara del Juicio Final para ser destruidos mientras se preparaba para apoderarse del próximo mundo. Superboy y los Challengers escaparon con Knockout haciendo el máximo sacrificio contra los Doomsdays.
Black Zero finalmente fue derrotado por un esfuerzo combinado de Superboy, los Challengers of the Unknown y todos los demás Superboys encarcelados en la Fortaleza Cadmus. Después de que Metron envíe a los Superboys y Stormguards a sus propias realidades junto con inmovilizar a Black Zero con una Caja Madre, proporciona una nave para que los Challengers y Superboy vuelen a través del reactor de hiperio y se adentren en una hipertormenta para regresar a casa. Superboy tenía la intención de llevar a Black Zero a su mundo natal para vigilarlo, pero Black Zero ataca la nave con su telequinesis táctil. Superboy se sumerge en la hipertensura y casi es golpeado por ella hasta que Black Zero rescata a Superboy y salva a los Challengers a excepción de Matthew "Red" Ryan. Superboy intentó convencer a Black Zero de que su misión estaba equivocada y de darle una oportunidad a la gente, pero Black Zero está envuelto por la energía de la hiperestrusión y desaparece antes de responder a Superboy.
Después de su "muerte", Black Zero se convirtió en un recordatorio para Superboy de lo que podría suceder si alguna vez perdía el control. Durante una batalla con Etrigan por un guantelete blindado encantado conocido como "El puño de Hyssa", Superboy se pone el guante y mientras su fuerza aumentaba, su traje se transformó en una copia exacta del traje de Black Zero con el escudo S en el arnés dorado. Rápidamente usó su telequinesis táctil para desmontar el guantelete de su mano derecha.

### Poderes, habilidades y equipo

#### Telequinesis táctil
El principal poder único de Black Zero es una forma avanzada de "telequinesis táctil". Como Superboy, es un campo de fuerza telequinética que rodea su cuerpo y le permite simular velocidad, fuerza, vuelo e invulnerabilidad sobrehumanos. La telequinesis táctil también le permite desmontar máquinas y otras construcciones complejas mediante el tacto. Pero a diferencia de Superboy, el campo de Black Zero le proporciona resistencia a los ataques de energía y podría usar la telequinesis táctil para mantener inmóvil a un oponente telequinéticamente.

#### Poderes no derivados de la telequinesis táctil
Como le explicó a Superboy, el ADN humano de Black Zero fue hecho para ser genéticamente similar al ADN de Superman. Como Superboy, es una batería solar viviente con sus poderes telequinéticos táctiles alimentados por energía solar. Convertido en un adulto completo por el Proyecto Cadmus de su realidad, Black Zero ganó poderes similares a Superman debido a su avanzada edad, como visión de calor y súper audición.
Con la combinación de su telequinesis táctil y sus poderes kryptonianos simulados, se da a entender que Black Zero es más poderoso que Superman. Fácilmente parece defenderse contra múltiples versiones de Superboys, incluso la versión Pre-Crisis Tierra-1 de gran potencia. Black Zero también parece estar bien preparado para conquistar una realidad en la que tendrá que luchar contra Superman después de que su ejército de Doomsdays sea eliminado.

### Vestuario y equipo
Black Zero usa un traje negro con detalles en rojo compensado por una capa roja, cinturón rojo en la cintura, arnés dorado con un "0" negro en el pecho, cinturón dorado en la pierna derecha y un par de anteojos negros. Además, lleva una "hiperpistola" en su brazo derecho equipada con hiper-balas que puede disparar a sus objetivos y transportarlos instantáneamente vía hypertravel directamente a sus celdas de estasis en la Fortaleza Cadmus.

## En otros medios

### Televisión
- En el episodio de Smallville, "Kandor", el mayor Zod y sus ejércitos fueron a la guerra con el grupo terrorista Black Zero, que más tarde destruyó a Kandor.
- La organización terrorista Black Zero es un aspecto significativo de la trama de la serie de televisión Krypton, dirigida por Jax-Ur, también conocida como Sela-Sonn, después de que fuera expulsada del Gremio de Ciencias.

### Película
Una fragata de prisión kryptoniana llamada Black Zero aparece en películas ambientadas en el DC Extended Universe.
- Apareciendo por primera vez en El hombre de acero (2013). En esta versión, es diseñada originalmente por Jor-El para transportar criminales a la Zona Fantasma. Se usó para encarcelar al General Zod y su batallón la Espada de Rao después de su fallido golpe de Estado y, luego de la destrucción de Krypton, fue posteriormente reutilizado como su nave de mando. El General Zod procedió a utilizar la nave como un medio para buscar sobrevivientes kryptonianos en el universo. Cuando Kal-El activó la baliza de socorro en su Nave Scout 0344 descubierta, la Espada de Rao viajó a la Tierra en su búsqueda reanudada del Codex Crecimiento. Al llegar finalmente a la Tierra, Zod intentó usar un motor mundial en el Océano Índico para terraformar el planeta en un mundo adecuado para los kryptonianos, pero fue derrotado por Superman y por la activación de Emil Hamilton del Phantom Drive a bordo del Starcraft de Kal-El, succionando la nave y los soldados de Zod de regreso a la Zona Fantasma sobre Metrópolis.[12]
- Black Zero se ve nuevamente en el flashback de la película Batman v Superman: Dawn of Justice (2016), cuando Bruce Wayne llega en su helicóptero al enterarse de la invasión de Metrópolis, dirigiéndose al Edificio Financiero Wayne antes de que se derrumbe, matando a las docenas de personas que quedan adentro, mucho para horror de Bruce Wayne, quien lo vio al suceder.
- Black Zero también regresará en The Flash (2023). Barry Allen supo de los sucesos luego de obtener sus poderes, y al ir en un mundo alternativo donde su madre está viva y que no existen metahumanos, el General Zod y su batallón llegan para terraformar el planeta, tal como sucedió igual en el 2013.